# Хронологія рекордів України в приміщенні з бігу на 400 метрів серед чоловіків
Рекорди України з бігу на 400 метрів у приміщенні визнаються Федерацією легкої атлетики України з-поміж результатів, показаних українськими легкоатлетами на відповідній дистанції на біговій доріжці в приміщенні, за умови дотримання встановлених вимог.

## Хронологія рекордів

### Ручний хронометраж
- Рекорди УРСР за ручним хронометражем на дистанції 400 метрів фіксувались із 1987 року, паралельно з фіксацією рекордів за автоматичним хронометражем.
- За часів незалежної України Федерація легкої атлетики України скасувала можливість реєстрації рекордів України на дистанції 400 метрів з часом, зафіксованим ручним хронометражем, лише наприкінці 2003.
- В першому стовпчику таблиці вказаний номер рекорду в хронологічному порядку. Відсутність такого номера навпроти відповідного результату означає, що він не був затверджений з певних причин як рекорд УРСР (України).

|   | Час  | Атлет               | Місто змагань | Дата змагань | Примітки | Відео |
| - | ---- | ------------------- | ------------- | ------------ | -------- | ----- |
| 1 | 46,8 | Віктор Бураков Київ | Москва        | 14.02.1980   |          |       |
|   |      |                     |               |              |          |       |

### Автоматичний хронометраж
Рекорди УРСР з бігу на 400 метрів за електронним хронометражем почали фіксуватись з 1987. На той момент найкращим результатом українців був час, показаний Віктором Бураковим у 1980. Цей результат і був визнаний першим рекордом УРСР.
| | Час   | Атлет                        | Місто змагань | Дата змагань | Примітки | Відео |
| --- | ----- | ---------------------------- | ------------- | ------------ | -------- | ----- |
| 1 | 47,18 | Віктор Бураков Київ          | Зіндельфінген | 01.03.1980   |          |       |
| |       |                              |               |              |          |       |
| 2 | 46,73 | Валентин Кульбацький Донецьк | Маебасі       | 12.02.1996   |          |       |
| |       |                              |               |              |          |       |
| 3 | 46,73 | Олексій Рачковський Житомир  | Суми          | 23.02.2006   |          |       |
| |       |                              |               |              |          |       |
| 4 | 46,63 | Михайло Книш Вінниця         | Суми          | 23.02.2008   |          |       |
| |       |                              |               |              |          |       |
| 5 | 46,45 | Віталій Бутрим Суми          | Стамбул       | 18.02.2018   |          |       |
| |       |                              |               |              |          |       |
| 6 | 46,32 | Олександр Погорілко Суми     | Апелдорн      | 07.03.2025   | [ 1 ]    |       |
| Чемпіонат Європи в приміщенні, Палац спорту, 5заб3: 1. Аттіла Мольнар (Угорщина) 45,86. 2. Данієль Зегерс (Бельгія) 46,11. 3. Погорілко 46,32. 4. Янн Шпільманн (Франція) 46,64. 5. Бошко Киянович (Сербія) 46,78. Час Погорілка на проміжних відрізках: 100 м — 11,40, 200 м — 21,88, 300 м — 33,71. |       |                              |               |              |          |       |
| 0 років, 21 день від дати встановлення |       |                              |               |              |          |       |